# Bit Generations
bit Generations är spelserie för Game Boy Advance utvecklad av det japanska företaget skip Ltd. och utgiven av Nintendo.

## Spel
Spelserien innehåller följande spel:
- Boundish
- Coloris
- Dotstream
- Orbital
- Dialhex
- Soundvoyager
- Digidrive